# 1500
1500 (MD) var ett skottår som började en onsdag i den julianska kalendern.

## Händelser

### Februari
- 11 februari – Kalmarunionen anfaller Ditmarsken, en fri bonderepublik strax söder om nuvarande Danmark.
- 17 februari – Unionshären besegras av ditmarskerna i slaget vid Hemmingstedt.

### April
- 23 april – Brasiliens kust siktas av portugisen Pedro Alvarez Cabral.[1]

### Maj
- 5 maj – Stillestånd sluts mellan Kalmarunionen och Ditmarsken. Ditmarsken behåller sitt oberoende.

### Augusti
- 10 augusti – Diego Diaz upptäcker som första västerlänning Madagaskar. [2]

### Okänt datum
- Nanak, som har förenat idéer från islam och hinduismen, grundar sikhismen
- Hans berövar Sten Sture den äldre några förläningar.
- Pjäsen Om Meniskones Skapelse, och Hennes fall har urpremiär i Uppsala.[3]

## Födda
- 24 februari – Karl V, tysk-romersk kejsare 1519–1556.
- 17 maj – Federico II Gonzaga, hertig av Mantua.
- 5 september – Maria av Jever, frisisk hövding.
- Tjede Peckes, frisisk hjältinna och fanbärare.

## Avlidna
- 29 maj – Bartolomeu Diaz, portugisisk sjöfarare (skeppsbrott).[4]
- Kristina Karlsdotter (Bonde), svensk prinsessa.

### Fotnoter
1. ↑  ”World Statesmen (läst 6 april 2011)”. http://www.worldstatesmen.org/Brazil.html.
2. ↑  ”World Statesmen (läst 6 april 2011”. http://www.worldstatesmen.org/Madagascar.htm.
3. ↑  ”Dramawebben”. Arkiverad från originalet den 2 oktober 2012. https://web.archive.org/web/20121002230851/http://www.dramawebben.se/pjas/om-meniskones-skapelse-och-hennes-fall. Läst 23 mars 2011.
4. ↑  ”Historiesajten – Bartolomeu Diaz”. https://historiesajten.se/visainfo.asp?id=517.